# Тотонтепекский михе
Тотонтепекский михе (Ayuk, Mixe alto del norte, North Highland Mixe, Northwestern Mixe, Totontepec Mixe) — один из языков михе, на котором говорят в 10 городах на северо-востоке штата Оахака, к северу от муниципалитета Сакатепек, в Мексике. Лексическая схожесть: 89 % с акатепекским тлапанекским, 79 % с олотепекским диалектом северно-центрального михе, 72 % с тлауитольтепекским михе и 70 % с михистланским диалектом северно-центрального михе.
Алфавит из издания 1959 года: a, a̱, c, ch, d, e, e̱, g, i, j, m, n, o, o̱, p, q, s, t, ts, u, u̱, v, x, y.